# Avlabari (metropolitana di Tbilisi)
Avlabari (in georgiano ავლაბარი?) è una stazione della linea Akhmeteli-Varketili della metropolitana di Tbilisi.
Situata tra le stazioni Liberty Square e 300 Aragveli, prende il nome dal quartiere nel quale è situata. Prima del 1991, era chiamata 26 Komisari (26 კომისარი), dai 26 commissari di Baku. La stazione è stata ristrutturata nel 2006.

## Storia
La stazione è stata inaugurata il 6 novembre 1967, come estensione del segmento originario Didube-Rustaveli.